# ジュリエット通り
『ジュリエット通り』（ジュリエットどおり）は、演出家・岩松了が書き下ろした舞台作品。主演は関ジャニ∞の安田章大。

## 概要
本作は、初演会場であるBunkamuraの25周年記念作品である。
本作のタイトルや設定から、現代版『ロミオとジュリエット』と称されている。
舞台は富裕層相手の高級娼婦館。父への複雑な感情、嫌悪すら感じていた女性への愛に目覚め葛藤する主人公・田崎太一と、知られざる過去を持つ娼婦・スイレンの新感覚ラブストーリー。

## 公演情報
- 東京公演
  - 2014年10月8日 - 10月31日：Bunkamuraシアターコクーン
- 大阪公演
  - 2014年11月20日 - 11月22日：コスモスシアター
  - 2014年11月27日 - 11月30日：シアターBRAVA!

## キャスト
- 田崎太一：安田章大
- スイレン：大政絢
- 菅野登志子：渡辺真起子
- ダリヤ：池津祥子
- サクラ：東風万智子
- キキ：趣里
- モリオカ：ペ・ジョンミョン
- トモ：大鶴佐助
- カンナ：井元まほ
- ナデシコ：荒井萌
- 菅野一彦：石住昭彦
- ウエダ：石田登星
- ボタン：烏丸せつこ
- 田崎スズ：高岡早紀
- 田崎昭一郎：風間杜夫

## スタッフ
- 作・演出：岩松了
- 美術：池田ともゆき
- 照明：沢田祐二
- 音響：井上正弘
- 衣裳：伊賀大介
- ヘアメイク：宮内宏明
- 演出助手：大堀光威
- 舞台監督：幸光順平